# خاندان میزونو
خاندان میزونو (انگلیسی: Mizuno clan) یکی از خاندان‌های ژاپنی در ولایت اُواری بود.